# Ludwig Schaffrath

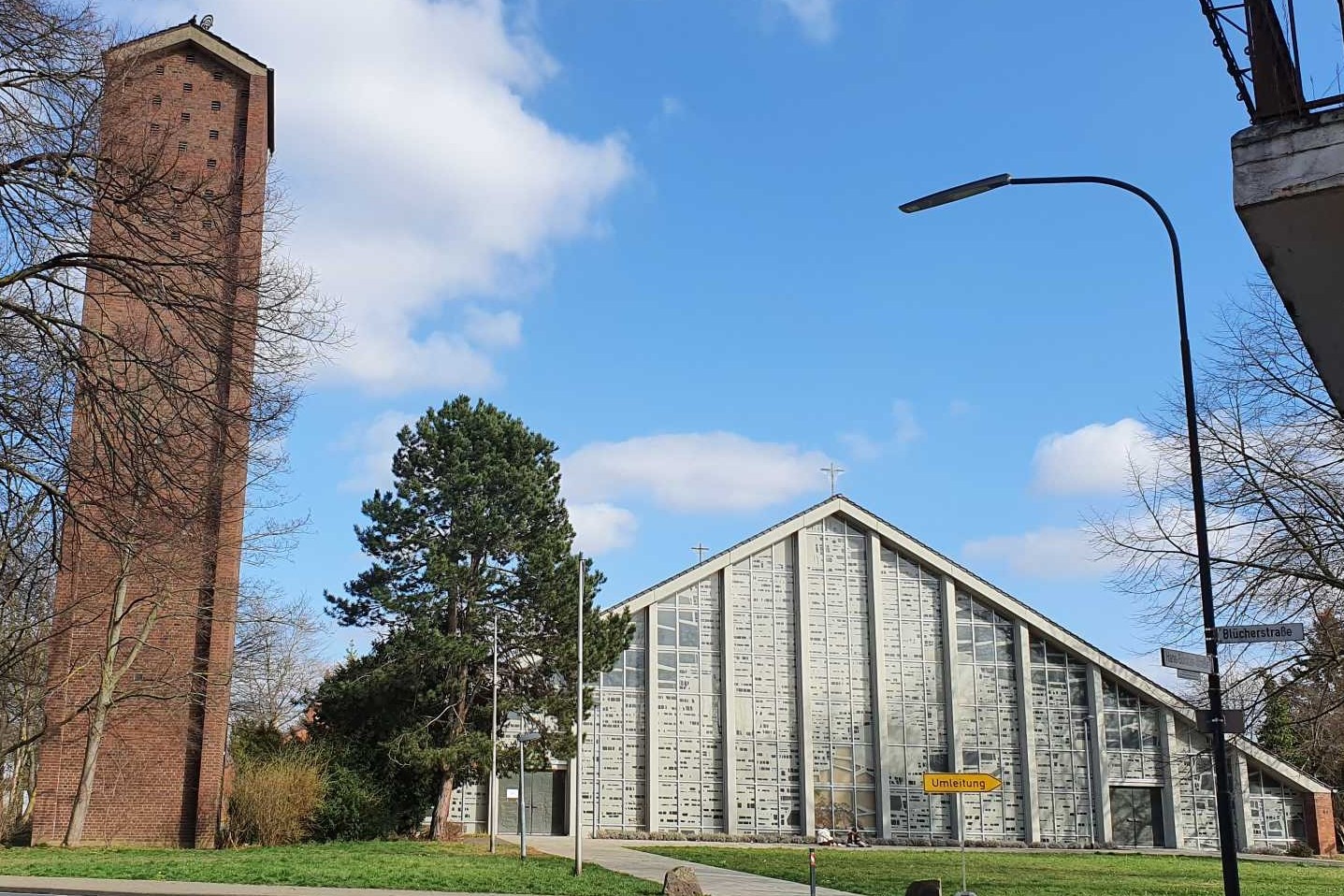
St. Maria Königin in Troisdorf mit der Glasfront von Ludwig Schaffrath

Ludwig Schaffrath (* 13. Juli 1924 in Alsdorf; † 6. Februar 2011 in Bardenberg) war ein deutscher Bildhauer, Maler (insbesondere Glasmalerei) und Hochschullehrer.

## Beruf
Schaffrath besuchte von 1946 bis 1947 die Schlüter-Schule in Nienborg-Heek (Werkschule für christliche Kunst). Danach war er bis 1954 als Assistent Mitarbeiter von Anton Wendling am Lehrstuhl Freihandzeichnen der Architekturabteilung der Rheinisch-Westfälischen Technischen Hochschule Aachen tätig. Im Jahre 1975 leitete er am Burleighfield House in Loudwater in England die Meisterklasse. Es folgten von 1976 bis 1978 Lehrtätigkeiten in Berkeley und an der Pilchuck Glass School in Stanwood im US-Bundesstaat Washington, sowie dreizehn Vortragsreisen in den Vereinigten Staaten.
1981 lehrte er zudem an der Universität Adelaide und am Caulfield Institute of Technology in Melbourne, von  1981 bis 1984 und erneut 1997 in Tokyo, Kyoto, auf Okinawa, Osaka. Ab Sommersemester 1985 übernahm er die seit Wintersemester vakante Professur für Glasgestaltung und Malerei (Nachfolge Hans Gottfried von Stockhausen) an der Staatlichen Akademie der Bildenden Künste Stuttgart, ein Amt, das er bis zu seiner Emeritierung 1993 innehatte. Von seinen dortigen Schülern sind als Glasgestalter hervorgetreten Thierry Boissel, Susanne Feix, Katja Ploetz, Raphael Seitz, Gabi Weiß.
Ludwig Schaffrath lebte und arbeitete in seiner Heimatstadt Alsdorf, die ihm 1999 die Ehrenbürgerrechte sowie den Ehrenring der Stadt verlieh. Er fand seine letzte Ruhestätte in der Aachener Grabeskirche St. Josef.

## Werke (Auswahl)

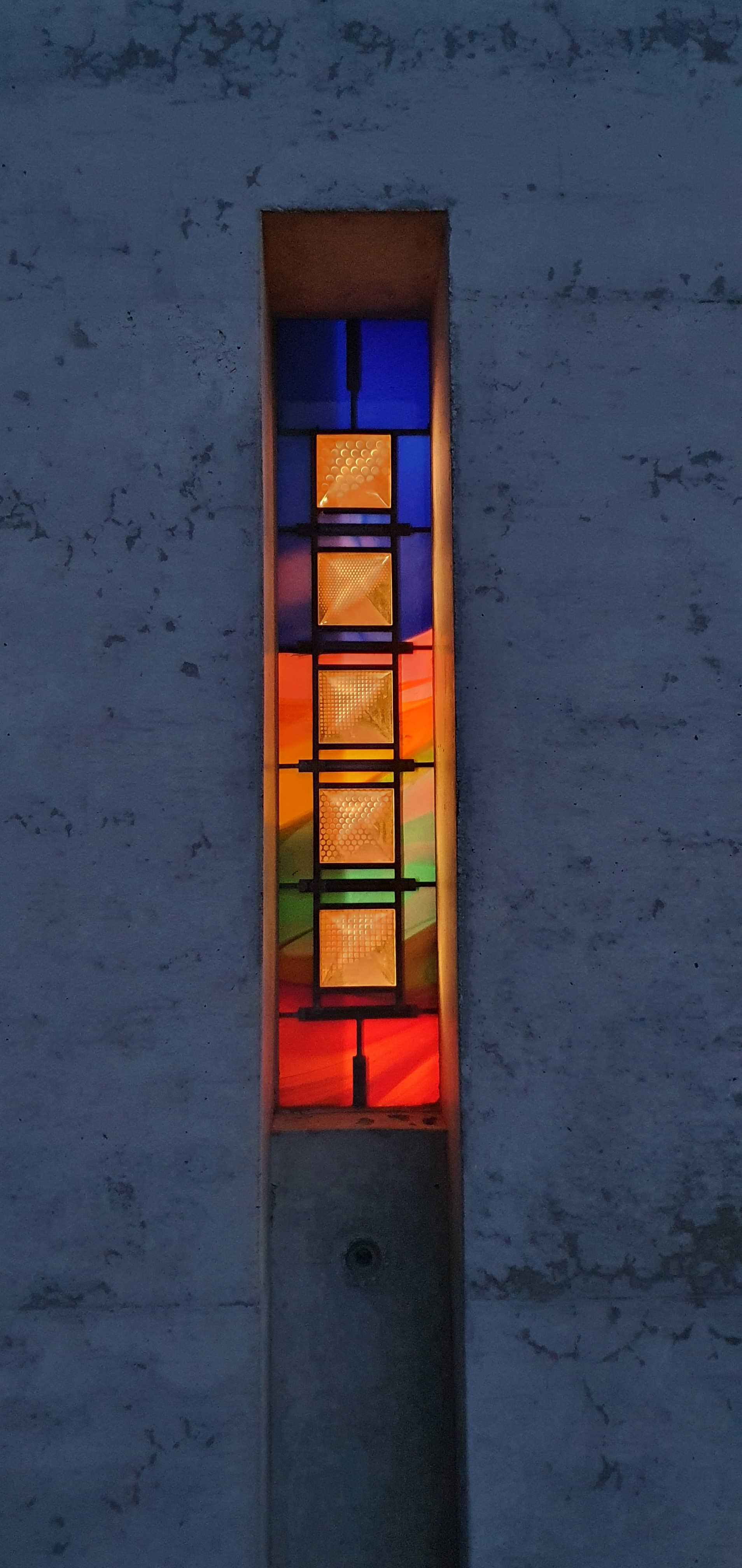
St. Marien in Scherberg

Ludwig Schaffrath verschönerte in Geilenkirchen und Umgebung mehrere Kirchen und andere Einrichtungen mit Glasfenstern und anderen Arbeiten, darunter die Kirche St. Josef in Bauchem, das Franziskusheim und die Pfarrkirche St. Peter in Immendorf.
- Priesterseminar Aachen/Bischöfliche Akademie des Bistums Aachen: Fenster in der Wandelhalle (1951/1952), im Seminarraum (1966) und in der Kapelle (1951, 1962, 1970/1971 und 1982)[4]
- Dom zu Aachen: Kreuzgang am Dom – insgesamt 32 Fenster. (1962–1965), 3 Fenster in der Vorhalle – Oberlichter über den Portalen (1997).[5][6]
- St. Michael Schweinfurt: Glasfenster des Kirchenraumes (1968)
- St. Lucia Broichweiden: Alle Fenster, ausgenommen das Seitenfenster der Turmkapelle, angefangen mit den 3 zentralen Chorfenstern (1970) bis zu den Maßwerkoberlichtern in den Querausgängen (1995). Die Deckenausmalung entstand von 1993 bis 1995 und das Altarmosaik 1995.[7]
- Erlöserkirche in Aachen-Brand: 1970 Betonglasfenster im Seitenschiff  und 1994/1995 Antik-, Opal- und Bleiglasfenster für den Altarraum sowie für die Lichtbänder in der Vorder-, Seiten- und Rückwand und für die Empore
- St. Josef (Aachen), in der heutigen Grabeskirche entstanden zwischen 1971 und 1975 21 Fenster
- Omiya, Bahnhof, Eingangshalle Fensterwand 440 × 1250 cm. (1982).[8][9]
- Osaka – Japan: Ausgestaltung des neuen Bahnhofs mit einem Mosaik (1983).[10]
- St. Hubertus in Aachen: Fenster (1987–1988)[11]
- Stadtbücherei Alsdorf: Pastellkreidezeichnung Dual [1991][12]
- St. Leonhard in Frankfurt a. M.: 3 Chorfenster [1993][13] In St. Leonhard befinden sich insgesamt 23 Schaffrath – Fenster, die zwischen 1990 und 1993 entstanden sind. Lit.: Oidtmann 1997, Abbildung S. 239.
- Deutsches Glasmalerei-Museum in Linnich: Eingangsfront / Verglasung (1997).[14]
- Klosteranlage der Gelöbniskirche Maria Schutz in Kaiserslautern: Fenster im Kreuzgang und Kirche [1998/2000][15]
- Sankt Gregorius in Aachen: Windfanganlage, Kreuz auf dem Kirchenschiff und Glasflächen der Fassade.[16]
- St. Willibrord in Euchen (Würselen): 3 Glasfenster im Chor, 2004.
- Ab 2005 entstand die Serie Schwanengesang. Dies sind Glasstelen mit einer Größe von 2,50 m × 1,00 m. Alle befassen sich mit Themen, die Ludwig Schaffrath während seines künstlerischen Schaffens begleitet haben. Manche sind eine Hommage an Menschen, die sein Lebenswerk sehr beeinflusst haben.[17]

Publikationen
- mit Herta Schmitz-Cliever-Lepie, Ann Münchow: Die Domschatzkammer zu Aachen. Domkapitel Aachen, 1986.
- mit Rainer Flock, Maria Katzgrau: Glasmalerei (= Unsere Ausstellung. Ausg. 14.) Stadtsparkasse Aachen, 1967.

## Ausstellungen (Auswahl)
- Schaffrath-Einhundert, 22. Juni bis 13. Juli 2024 im Schaffrathhaus[18]